# Астрополяриметрія
Астрополяриметрія (від астро…, лат. polaris – полярний, та ...метрія) – напрям астрономічних досліджень, що об’єднує низку задач із визначення параметрів лінійної (ступінь поляризації та положення її площини) і колової (право- чи лівосторонньої) поляризацій, залежності цих параметрів від довжини хвилі й умов освітлення об’єкта. 
Поляриметрія – єдиний дистанційний метод, який дає змогу визначати показник заломлення й розміри частинок аерозольної складової планетних атмосфер. Її використовують, вивчаючи сили та орієнтації магнітних полів Сонця й зірок.

## Як розділ астрофізики
Астрополяриметрія, розділ практичної астрофізики, що займається вживанням поляриметрії до випромінювання, що приходить від небесних об'єктів. За винятком світла сонячної корони і деяких туманностей, поляризація світла небесних об'єктів невелика і досягає небагатьох % або долею %. Поляризація світла в газових туманностей свідчить про нетеплову природу випромінювання (наприклад, в Крабоподібної туманності — це гальмівне випромінювання релятивістських електронів), а в пилових туманностей — про розсіяння світла пиловими частками. В планет і Луни поляризація світла окремих утворень дозволяє робити висновку про природу поверхні і наявності в атмосфері планети розсіюючих часток. Поляризація світла сонячної корони викликана в основному розсіянням світла Сонця на вільних електронах. Поляризація світла зірок виникає на дорозі поширення світлових хвиль від зірки до спостерігача як результат розсіяння світла на несферичних пилових частках, орієнтованих міжзоряними магнітними полями Галактики, однорідними в досить крупних масштабах. Магнітні поля на Сонці і зірках також виявляють і вимірюють поляриметричним аналізом спектральних ліній на теоретичній основі ефекту Зеемана. Поляризація світла зірок може виникати також в їх обширних атмосферах і може бути змінна в часі.

## Способи здійснення поляризаційних вимірів
Поляризаційні виміри здійснюють візуальними, фотографічними і електрофотометричними засобами після того, як досліджуване випромінювання проходить через аналізатор — двозаломлюючий кристал або поляроїд. 

### Візуальний
Візуальний спосіб, завдяки високій роздільній здатності, успішно застосовується для вивчення поляризації в різних ділянках зображення планет або комет за допомогою поляриметрів Савара, Ліо та ін.; 

### Фотографічний
Фотографічний спосіб — для вимірів поляризації в окремих крапках сонячної корони, галактичних туманностей і галактик, в яких світловий потік злитком слабкий; електрофотометричний — головним чином для вимірів поляризації світла зірок. При фотографічному методі отримують зображення об'єкту при трьох кутах положення аналізатора з подальшим виміром щільності фотографічного зображення. 

### Електрофотометричний
У електрофотометричному способі вимірюють зміни світлового потоку при швидкому обертанні аналізатора. Точність вимірів поляризації світла яскравих об'єктів досягає сотих, а в слабких — десятих доль відсотка.

## Поляриметричні дослідження в Україні
В Україні поляриметричні дослідження виконуються в Головній астрономічній обсерваторії НАН України, Кримській астрофізичній обсерваторії та Астрономчній обсерваторії Харківського університету.